# Blessed be the Land of Zimbabwe
Blessed be the Land of Zimbabwe (auf Englisch), Kalibusiswe Ilizwe leZimbabwe (auf IsiNdebele) bzw. Simudzai mureza wedu weZimbabwe (auf Shona) ist seit 1994 die Nationalhymne von Simbabwe.
Der Text stammt von Solomon Mutswairo (* 1924) und die Musik von Fred Lecture Changundega (* 1954).
Nach der einseitigen Unabhängigkeitserklärung 1965 der früheren britischen Kronkolonie Rhodesien hatte von 1970 bis 1979 zunächst das Lied Rise O Voices of Rhodesia auf die Melodie des Schlusssatzes von Beethovens 9. Sinfonie als Hymne gedient. Nach der offiziellen, international anerkannten Unabhängigkeit Simbabwes 1980 war bis 1994 zunächst Ishe Komborera Africa die Nationalhymne, eine Übersetzung der Hymne Nkosi Sikelel’ iAfrika von Enoch Mankayi Sontonga. Das Lied Zimbabwe von Bob Marley & the Wailers, welche bei der Unabhängigkeitsfeier von Simbabwe auftraten, gilt als inoffizielle Nationalhymne Simbabwes.

## Kalibusiswe Ilizwe leZimbabwe (IsiNdebele)
Phakamisan' if'legi yethu yeZimbabwe

Eyazalwa yimpi yenkululeko;

Le gaze' elinengi lamaqhawe ethu

Silivikele ezitheni zonke;

Kalibusiswe ilizwe leZimbabwe.

Khangelan' i Zimbabwe yon' ihlotshi si we

Ngezintaba lang' miful' e bu keka yo.

I zulu kaline, izilimo zande;

Iz' sebenzi zenam', abantu basuthe;

Kalibusiswe ilizwe leZimbabwe.

Nkosi bu sis' ilizwe le-thu leZimbabwe

Ilizwe labo khokho bethu thina sonke;

Kusuk' eZambezi Kusiy' e Limpopo.

Abakho kheli babe lobuqotho;

Kalibusiswe ilizwe leZimbabwe.

achamdölöle .

## Simudzai mureza wedu weZimbabwe (Shona)
Simudzai mureza wedu weZimbabwe

Yakazvarwa nomoto wechimurenga;

Neropa zhinji ramagamba

Tiidzivirire kumhandu dzose;

Ngaikomborerwe nyika yeZimbabwe. 

Tarisai Zimbabwe nyika yakashongedzwa

Namakomo, nehova, zvinoyevedza

Mvura ngainaye, minda ipe mbesa

Vashandi vatuswe, ruzhinji rugutswe;

Ngaikomborerwe nyika yeZimbabwe. 

Mwari ropafadzai nyika yeZimbabwe

Nyika yamadzitateguru edu tose;

Kubva Zambezi kusvika Limpopo,

Navatungamiri vave nenduramo;

Ngaikomborerwe nyika yeZimbabwe.

## Blessed be the Land of Zimbabwe (Englisch)
O lift high the banner, the flag of Zimbabwe

The symbol of freedom proclaiming victory;

We praise our heros' sacrifice,

And vow to keep our land from foes;

And may the Almighty protect and bless our land. 

O lovely Zimbabwe, so wondrously adorned

With mountains, and rivers cascading, flowing free;

May rain abound, and fertile fields;

May we be fed, our labour blessed;

And may the Almighty protect and bless our land.

O God, we beseech Thee to bless our native land;

The land of our fathers bestowed upon us all;

From Zambezi to Limpopo

May leaders be exemplary;

And may the Almighty protect and bless our land.

## Übersetzung des Shona-Originals
Oh, heb hoch, hoch, unsere Flagge von Simbabwe

Geboren aus dem Feuer der Revolution

Und aus dem wertvollen Blut unserer Helden

Lass uns es gegen alle Feinde verteidigen

Gesegnet sei das Land Simbabwe

Schau dir Zimbabwe an, so reichhaltig geschmückt

Mit schönen Bergen und Flüssen

Lass reichlich Regen und Felder die Samen abgeben

Mögen alle gefüttert und die Arbeiter belohnt sein

Gesegnet sei das Land Simbabwe

Oh Gott, segne das Land Simbabwe

Das Land unseres Erbes

Vom Sambesi zum Limpopo

Mögen unsere Führer gerecht und vorbildhaft sein

Gesegnet sei das Land Simbabwe